# Enfants Terribles (Künstlerduo)

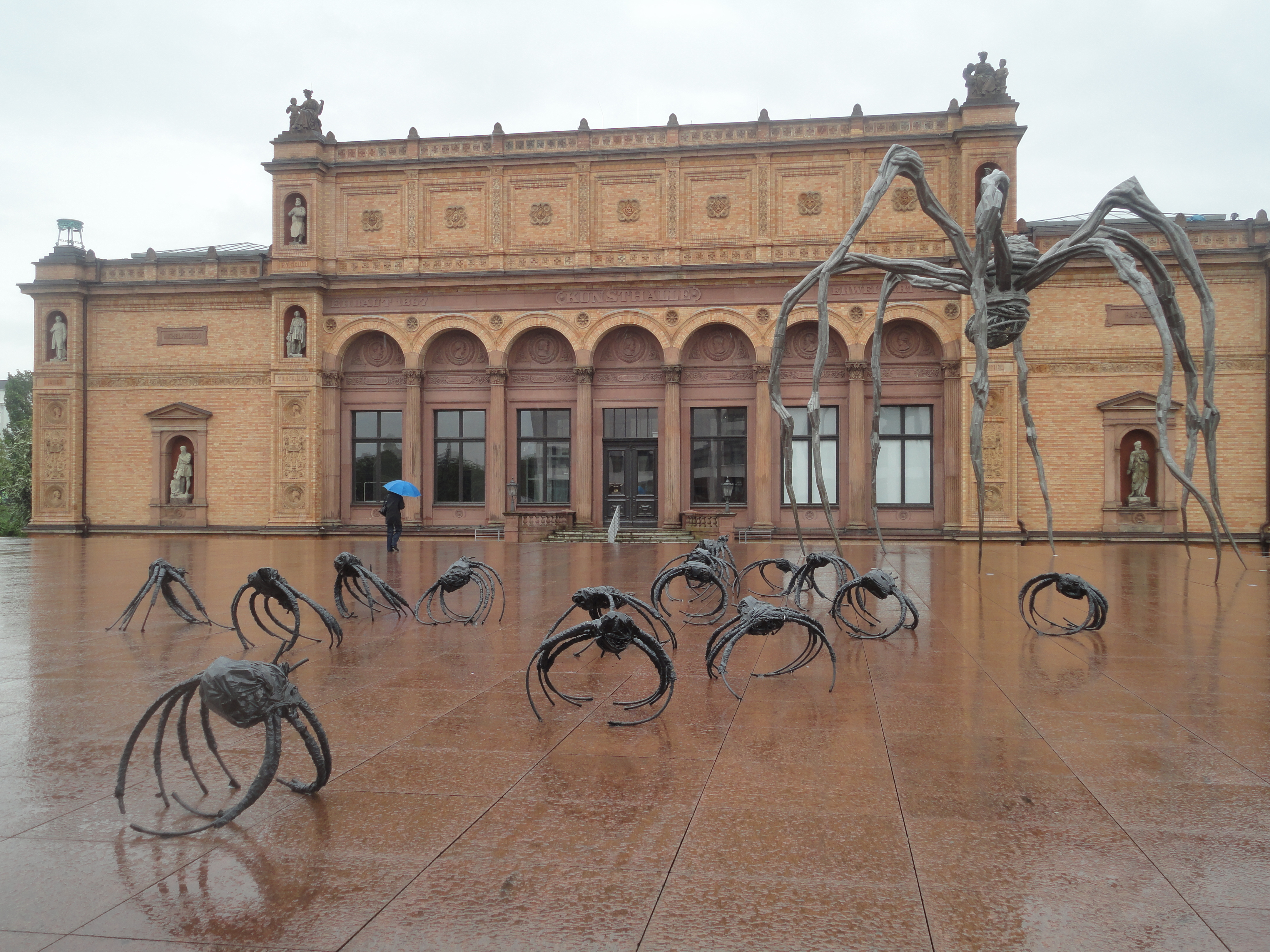
Spinnenkinder vor der Hamburger Kunsthalle

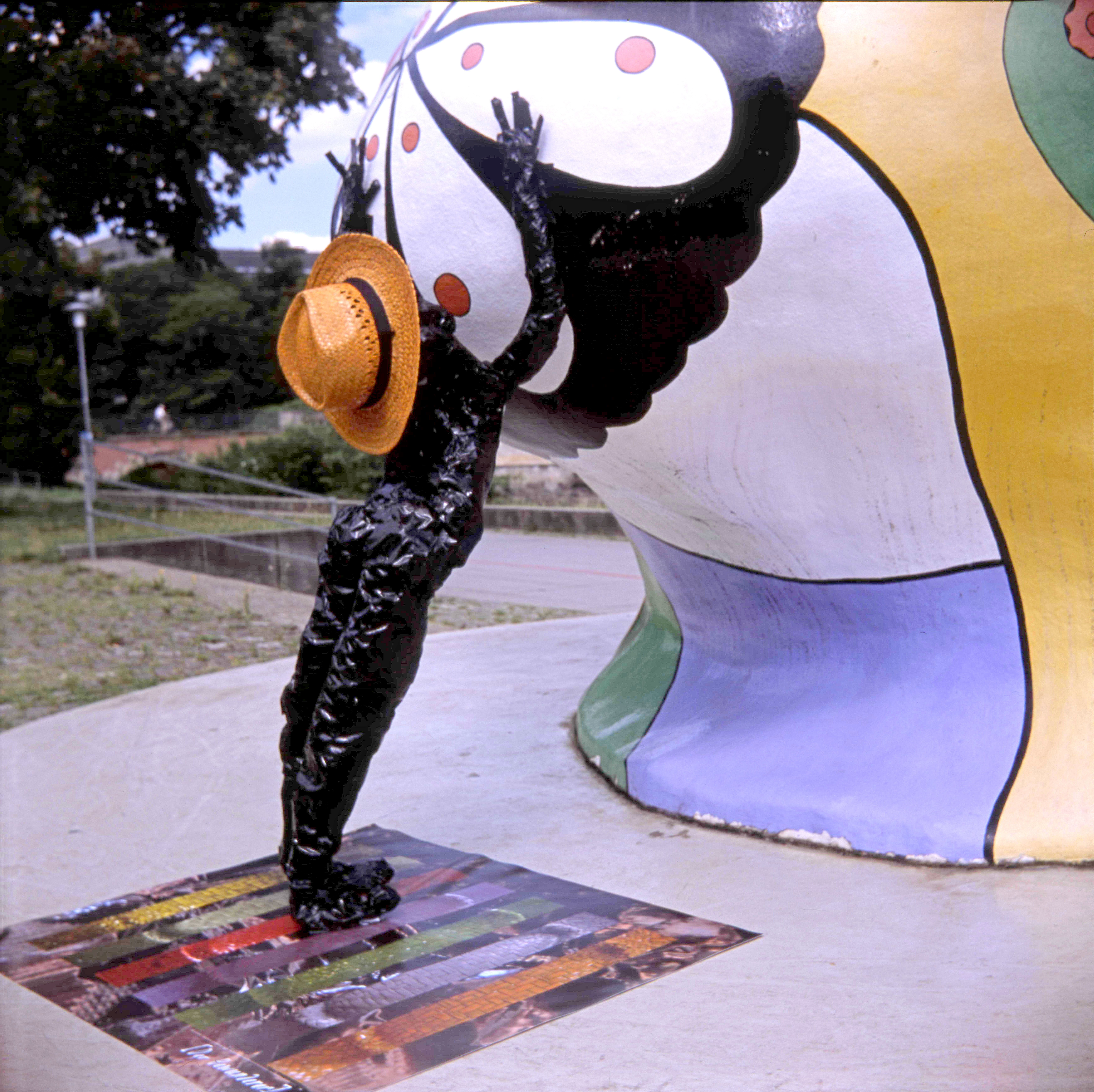
Aktion Sieben Matveys 2014. Der Verehrer an einer der drei Nanaplastiken am Leibnizufer in Hannover

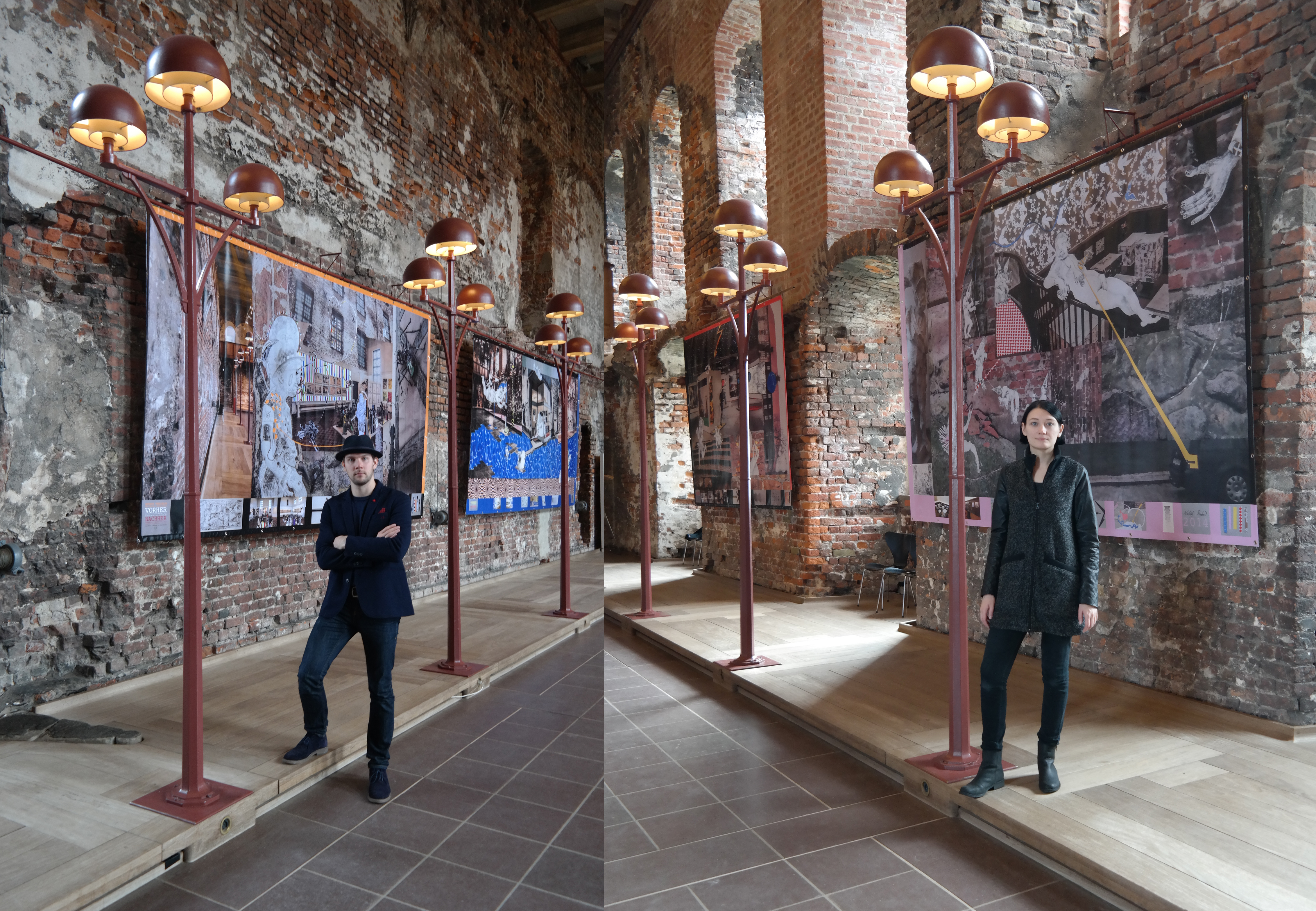
Nana ET Matvey (im Hintergrund Laufbilder – Digitale Gobelins) Museet på Koldinghus, Kolding, Dänemark (2014)

Enfants Terribles auch Nana ET Matvey ist ein Künstlerpaar bestehend aus Nana Rosenørn Holland Bastrup (kurz: Nana Bastrup) (* 1987 in Kopenhagen, Dänemark) und Matvey Slavin (* 1987 in Leningrad, Sowjetunion – heute St. Petersburg, Russland). Das Duo wurde in Hamburg im Jahr 2012 gegründet und benannt nach ihrer Aktion „Enfants Terribles“ – eine weitergedachte Hommage an die Spinnenskulptur Maman, die im Mai 2012 auf dem Außenplateau der Hamburger Kunsthalle in Hamburg platziert war. Zu der bekannten Skulptur von Louise Bourgeois haben Nana Bastrup und Matvey Slavin 16 Spinnenkinder dazugestellt.

## Biografie
Nana Bastrup und Matvey Slavin lernten sich im Studium an der Hochschule für bildende Künste Hamburg kennen und haben dann eine Reihe gemeinsamer Ausstellungen und öffentlicher Aktionen in Deutschland, Dänemark und Österreich als Enfants Terribles realisiert. Im Jahr 2014–2015 haben sie das Künstlerhaus in Meinersen und im Jahr 2016 das Künstlerhaus im Schlossgarten in Cuxhaven als Stipendiaten bezogen. Seit 2015 arbeiten sie unter dem Namen Nana ET Matvey in Berlin und Kopenhagen.

## Werk
Bastrup und Slavin verwenden verschiedene Techniken und Medien – Zeichnung, Malerei, Collage, Fotodruck, Skulptur und Video. Sie thematisieren Tabus und knüpfen an die Arbeiten der Dadaisten an. In Nana Bastrups Collagen und Kurzvideos geht es um Konsumwahn in der heutigen Gesellschaft. Matvey Slavin, der expressiv-realistische Maler, entwirft als Zeichner vergleichbar mit Jacques Callot eine bizarr-satirische Figurenwelt. Die sozialkritischen Arbeiten von Slavin führen in alptraumhaften Visionen die Idiotie einer Gesellschaft vor. Die Bezüge zu George Grosz und Otto Dix sind in seinen Zeichnungen zu erkennen. Die Übertreibung der Gesten und groteske Überzeichnung der dargestellten Personen bilden Merkmale seiner Werke. Gemeinsam haben sie eine Ausdrucksform erfunden, die sie Laufbilder nennen. Die Laufbilder zeigen Ausstellungssituationen, die sie erschafft haben und Ausstellungsstationen, die sie durchlaufen haben. Bastrup und Slavin verbinden dort ihre künstlerische Laufbahn, symbolische Verbindungen der Elemente und groteske Situationen. Die Verbindung von Dokumentation und Kunstwerk bezieht sich auf die eigene Laufbahn und wird fortlaufend produziert und umgearbeitet: Aufnahmen bisheriger Aktionen werden durch Collage-Eingriffe von Nana Bastrup verändert und mit den Bleistiftüberzeichnungen von Matvey Slavin im Druck auf PVC-Plane vereint. Die Arbeiten von Nana Bastrup und Matvey Slavin sind autobiografisch und von der Auseinandersetzung mit der künstlerischen Berufung und den gängigen Kunstbetrieb-Belangen geprägt. Sie sind in der Komposition und deren Zusammensetzung gleichzeitig von der Kunstgeschichte und der gegenwärtigen digitalen Medien-Welt inspiriert. Bastrup und Slavin arbeiten mit Fotodokumentation von ihren Aktionen, Alltag und Ausstellungen und bauen sie in multimediale Collagen ein. 2014 haben die Aktionskünstler in Hannover sieben kleine Kunstfiguren Matveys mit bunten Hütchen den drei Nana-Plastiken von Niki de Saint Phalle beigefügt: Der Verehrer, Der Kritiker, Der Besserwisser, Der Bewunderer, Der Skeptiker, Der Tourist und Der Zerstörer. Realisiert wurde die Aktion nicht nur wegen des Vornamens von Nana Bastrup, sondern auch wegen der Auseinandersetzungen, die es um die Kunstform im Hannover der 1970er Jahre gegeben hat. 2016 zeigten sie in der Berliner Ausstellung Popdada 2016 eine Auswahl von popdadaistischen Werken: Laufbilder, Mauerwerke und die Videoskulptur Dadakind, Kleinbruder 2014–2016 – die auf einem Sockel mit schwarzem Lack übergossene Kindfigur hält in einer Hand einen Bildschirm mit Video Popdada 2010–2016 am Gesicht. In der anderen ausgestreckten Hand ist eine Spielzeugpistole, mit der das Kind vor sich zielt. Mit der Ausstellung Popdada weist das Künstlerduo auf das hundertjährige Bestehen der Kunstform Dada hin. Die Intention des popdadaistischen Konzeptes ist die Welt nicht mehr wegen ihrer Konventionalität zu hinterfragen und zu parodieren, sondern wegen der Banalität und Manipulativität.

## Duoausstellungen und -aktionen (Auswahl)
- 2012:
  - Hamburg: Enfants Terribles, Aktion auf dem Plateau der Hamburger Kunsthalle[3]
  - Hamburg: Mensch und Ware, Altonaer Museum[16]
- 2013:
  - Berlin: Inszenierte Träume I/II, Galerie Kurt im Hirsch[17]
  - Berlin: Inszenierte Träume II/II, Galerie Kurt im Hirsch[17]
  - Roskilde: Viking Revival, Galleri LABR[17]
- 2014:
  - Barsinghausen: Enfants Terribles – Kinder der Louise B., Kunstverein Barsinghausen e.V.[9]
  - Hannover: Sieben Matveys, Aktion bei Nanas am Leibnizufer[15]
  - Hamburg: Enfants Terribles – Laufbilder & Videoskulpturen, Galerie Hengevoss-Dürkop[18]
- 2015:
  - Meinersen: Kribbel-Krabbel, Künstlerhaus Meinersen[19]
- 2016:
  - Asnæs: Enfants Terribles, Huset I Asnæs[4]
  - Cuxhaven: Wir sind soweit, Künstlerhaus im Schlossgarten[20]
  - Cuxhaven: Cuxhavener Kuriositäten, Künstlerhaus im Schlossgarten[20]
  - Berlin: Popdada, Galerie subjectobject[4]

## Gruppenausstellungen (Auswahl)
- 2013:
  - Berlin: KurtSalon mit Jim Avignon, Kathrin Ganser, Sophie Schmidt, Sarah Strassmann u. a. Galerie Kurt im Hirsch[4]
- 2014:
  - Kolding: Zimmer Frei Museet på Koldinghus[21]

## Interdisziplinäre Projekte und Kooperationen
In einem kollaborativen Projekt arbeiteten Matvey Slavin und Nana Bastrup als ENFANTS TERRIBLES zusammen und schufen die sogenannten Laufbilder als digitale Gobelins und Videoskulpturen. Diese Werke inspirierten die Choreografin Jessica Nupen für ihr Performance-Kunstwerk ENFANTS TERRIBLES. Die Performance fand am 10. November 2014 in der Galerie Hengevoss-Dürkop in Hamburg statt, im Rahmen des eigenarten Interkulturellen Festivals 2014.